# Borís Budáyev
Borís Dugdánovich Budáyev –en ruso, Борис Дугданович Будаев– (Soyol, 27 de julio de 1957) es un deportista soviético de origen buriato que compitió en lucha libre. Ganó una medalla de oro en el Campeonato Mundial de Lucha de 1989 y dos medallas en el Campeonato Europeo de Lucha, oro en 1982 y plata en 1992.

## Palmarés internacional
| Representando a la URSS |                    |                  |           |
| Campeonato Mundial      |                    |                  |           |
| Año                     | Lugar              | Medalla          | Categoría |
| 1989                    | Martigny (Suiza)   | Medalla de oro   | 68 kg     |
| Campeonato Europeo      |                    |                  |           |
| Año                     | Lugar              | Medalla          | Categoría |
| 1982                    | Varna (Bulgaria)   | Medalla de oro   | 68 kg     |
| Representando a la CEI  |                    |                  |           |
| Campeonato Europeo      |                    |                  |           |
| Año                     | Lugar              | Medalla          | Categoría |
| 1992                    | Kaposvár (Hungría) | Medalla de plata | 68 kg     |